# Holcá (Kantunil)

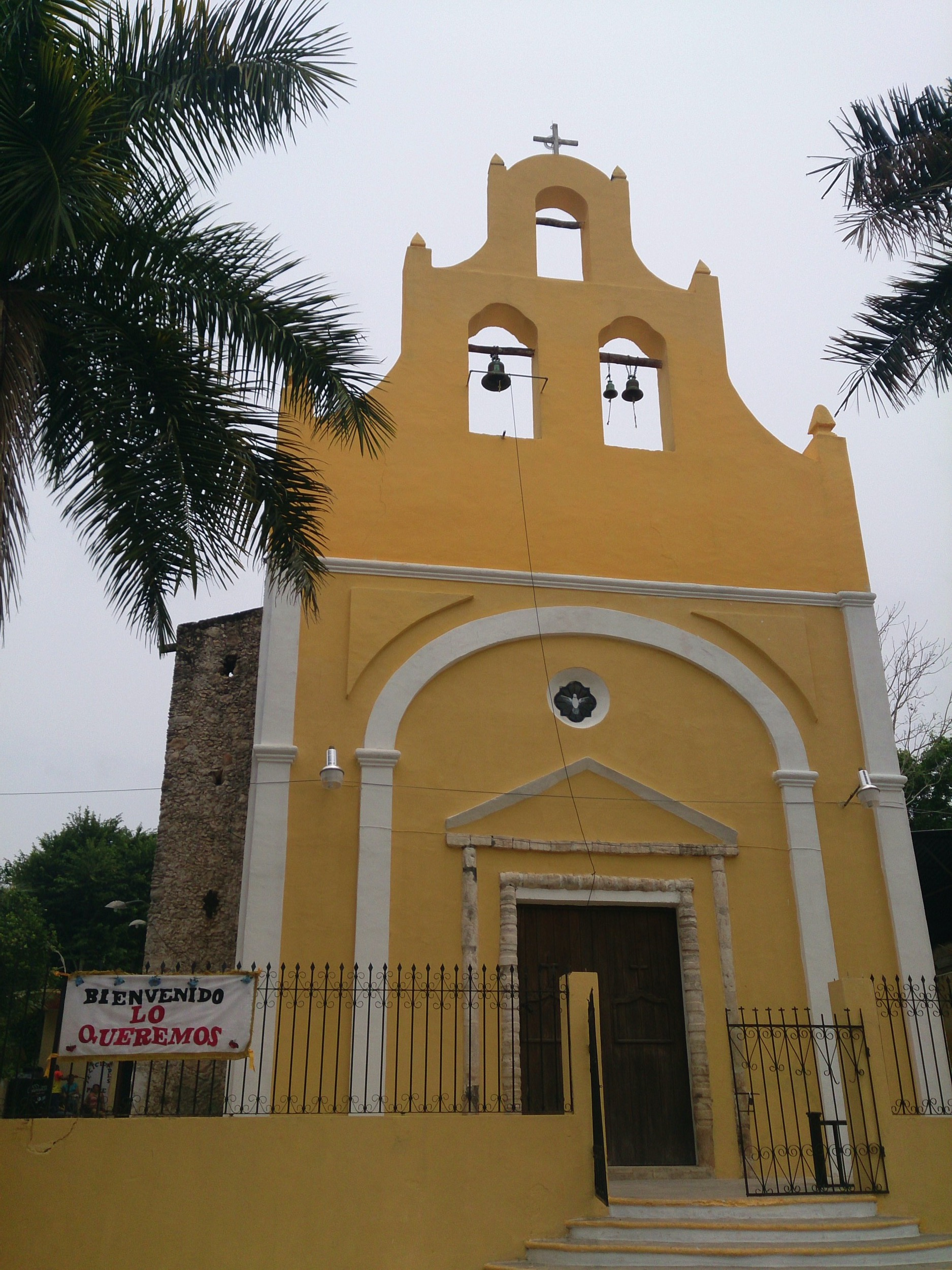
Iglesia de Holcá Kantunil

Holcá es una localidad del municipio de Kantunil en el estado de Yucatán, México.

## Toponimia
El nombre (Holcá) proviene del idioma maya y se divide en dos palabras 1.-"hol"; el cual significa hueco y "ka" que significa miel o abeja.[cita requerida]

## Datos históricos
- En 1921 cambia su nombre de Holká a Holcá.
- En 1930 cambia a Holcah.
- En 1990 cambia a Holcá.

## Demografía
Según el censo de 2005 realizado por el INEGI, la población de la localidad era de 1916 habitantes, de los cuales 918 eran hombres y 998 eran mujeres.
| 125                         | 149 | 365 | 457 | 897 | 1216 | 1161 | 1325 | 1573 | 1812 | 1970 | 1904 | 1916 |
| (Fuente: INEGI [Consultar]) |     |     |     |     |      |      |      |      |      |      |      |      |